# Prise en otage de Florence Aubenas et Hussein Hanoun
La prise en otage de Florence Aubenas et Hussein Hanoun al-Saadi le 5 janvier 2005 se conclut par leur libération le 11 juin 2005.

## Événements

### L'enlèvement
Le 5 janvier 2005, Florence Aubenas est enlevée à Bagdad en compagnie de son fixeur, Hussein Hanoun al-Saadi, à l'université de Bagdad lors d'un reportage sur les réfugiés de Falloujah. 
Cet enlèvement survient à peine plus de deux semaines après la libération des journalistes Christian Chesnot et Georges Malbrunot. 
Elle a été enlevée à l'université de Bagdad Jedida alors qu'elle réalisait un reportage sur les réfugiés de la ville de Falloujah qui vivaient dans des tentes sur le campus.

### La libération
- 11 juin 2005 : libération des deux otages pendant l'après-midi.

- 12 juin : 
  - 11 h 00 : Communiqué officiel du ministère des Affaires étrangères qui annonce la libération
  - 12 h 00 : Départ du ministre des Affaires étrangères, Philippe Douste-Blazy, en direction de Chypre en vue de raccompagner Florence en France
  - 12 h 00 : Allocution du président de la République Jacques Chirac pour confirmer la libération des deux otages
  - 18 h 30 : Ouverture de la base militaire de Vélizy-Villacoublay à la presse
  - 19 h 12 : Arrivée de Florence Aubenas en compagnie du ministre des Affaires étrangères. Jacques Chirac puis la famille de l'otage accueillent Florence Aubenas
  - 19 h 30 : Déclaration de Florence Aubenas à la presse, sur TF1, France 2 et France 3. Elle dément avoir été détenue avec les otages roumains et ne fait aucun commentaire sur son appel au député Didier Julia
  - 20 h 00 : Fête organisée par son comité de soutien à Paris, place de la République, pour la libération des otages et l'enlèvement des portraits des otages dans la soirée
  - 20 h 15 : Déclaration en direct sur France 2 d'une des otages roumaines, Marie-Jeanne Ion, qui confirme avoir été en captivité avec Florence Aubenas

- 14 juin : Conférence de presse de Florence Aubenas mardi après-midi 16 h au Press Club[1]. Elle raconte ses conditions d'enlèvement, de détention et de libération. Elle avait par exemple le droit de marcher 20 pas par jour et de dire en moyenne 80 mots par jour à ses geôliers. Durant toute sa détention, elle était enfermée dans une cave, était appelée soit Leïla soit numéro 6 et forcée de rester alitée sur un matelas les yeux et les mains bandés. Elle n'a su que dix jours avant la fin de sa détention que son compagnon de chambrée était Hussein Hanoun. En revanche, elle n'a pas pu dire si elle était bien en compagnie des otages roumains ou non. Concernant son appel à l'aide au député Didier Julia (voir Affaire Julia), elle dit avoir été forcée de faire cet appel filmé.